# Liu Yanfei
Liu Yanfei (chinesisch 刘龑飞; * 15. Februar 1967 in Fuyun) ist ein ehemaliger chinesischer Eisschnellläufer.

## Werdegang
Liu nahm von 1987 bis 1997 an internationalen Läufen teil und belegte bei den Olympischen Winterspielen 1988 in Calgary den 31. Platz über 1500 m. Bei den Winter-Asienspielen 1990 in Sapporo wurde er über 1000 m sowie 5000 m jeweils Neunter und über 1500 m Vierter. In den folgenden Jahren lief er bei der Winter-Universiade 1991 in Sapporo auf den 13. Platz über 1000 m sowie auf den fünften Rang über 1500 m, bei den Olympischen Winterspielen 1992 in Albertville auf den 30. Platz über 1000 m, auf den 24. Rang über 5000 m sowie auf den 18. Platz über 1500 m und bei den Asienmeisterschaften 1993 in Chichibu auf den zehnten Platz über 1500 m sowie auf den vierten Rang über 10.000 m. In der Saison 1993/94 erreichte er bei den Asienmeisterschaften 1994 in Sapporo den vierten Platz über 5000 m und gewann über 10.000 m die Silbermedaille sowie über 1500 m die Goldmedaille. Zudem startete er bei den Olympischen Winterspielen 1994 in Lillehammer, wobei er den Lauf über 1500 m vorzeitig beendete. Bei den Winter-Asienspielen 1996 in Harbin wurde er Zehnter über 5000 m und Siebter über 1500 m. In seiner letzten Saison als aktiver Sportler 1996/97 nahm er an sieben Läufen im Eisschnelllauf-Weltcup teil und erreichte dabei in Berlin mit dem 39. Platz über 1500 m sein bestes Ergebnis in dieser Rennserie.

## Erfolge

### Olympische Spiele
- 1988 Calgary: 31. Platz 1500 m
- 1992 Albertville: 18. Platz 1500 m, 24. Platz 5000 m, 30. Platz 1000 m
- 1994 Lillehammer: DNF 1500 m

### Winter-Asienspiele
- 1990 Sapporo: 4. Platz 1500 m, 9. Platz 1000 m, 9. Platz 5000 m
- 1996 Harbin: 7. Platz 1500 m, 10. Platz 5000 m

### Asienmeisterschaften
- 1993 Chichibu: 4. Platz 10.000 m, 10. Platz 1500 m
- 1994 Sapporo: 1. Platz 1500 m, 2. Platz 10.000 m, 4. Platz 5000 m

## Persönliche Bestleistungen
| Disziplin | Zeit         | Datum             | Ort      |
| --------- | ------------ | ----------------- | -------- |
| 500 m     | 38,19 s      | 9. November 1980  | Alma Ata |
| 1000 m    | 1:17,17 min  | 26. März 1989     | Alma Ata |
| 1500 m    | 1:54,06 min  | 10. November 1993 | Alma Ata |
| 3000 m    | 4:09,40 min  | 11. November 1990 | Alma Ata |
| 5000 m    | 7:08,60 min  | 9. November 1993  | Alma Ata |
| 10.000 m  | 15:06,01 min | 12. April 1993    | Peking   |